# 張若靄

张若霭《松竹鸣禽图》（北京故宫博物院藏）

張若靄（1713年—1746年），字景採，號晴嵐，室名藕香書屋，安徽省安慶府桐城縣（今屬安慶市桐城市）人。清朝政治人物，进士出身，画家。名臣张廷玉长子。

## 生平
張若靄有家學，祖父張英、父親張廷玉均為大學士。雍正十一年（1733年）中式二甲一名進士，選庶吉士，未散馆特授编修，入直軍機處，任漢軍機章京。後帝親授內閣學士兼禮部侍郎銜，入直南書房。乾隆十一年（1746年）隨帝西巡，因病回京，不久卒。谥文僖。

## 著作
工山水花鳥書畫，得王谷祥、周之冕的遺風，曾參與《石渠寶笈》的編輯工作。有《歲寒三友圖》、《倣王元章疏影寒香圖》傳世。